# Matrika s spremenljivimi predznaki
Matrika s spremenljivimi predznaki je v matematiki takšna kvadratna matrika, ki ima elemente z vrednostmi enakimi 0, 1 in −1, da je vsota vsake vrstive in vsakega stolpca enaka 1. Pri tem se predznaki neničelnih elementov v vsaki vrstici in stolpcu izmenično spreminjajo. Te matrike so posplošitve permutacijskih matrik.
Matrike s spremenljivimi predznaki so pričeli uporabljati z razvojem Dodgsonove kondenzacije za uporabo izračunavanja vrednosti determinant. Matrike so tudi povezana z modelom ledu – modelom šestih točk z robnimi pogoji domenske stene iz statistične mehanike. Prvi so jih opredelili William Mills, David Peter Robbins in Howard Rumsey v prejšnjem kontekstu.

## Zgled
Permutacijska matrika je matrika s spremenljivimi predznaki, matrika s spremenljivimi predznaki pa je permutacijska matrika, če in samo če noben vnos ni enak −1.
Zgled matrike s spremenljivimi predznaki, ki ni permutacijska matrika, je:
{\displaystyle {\begin{bmatrix}0&0&1&0\\1&0&0&0\\0&1&-1&1\\0&0&1&0\end{bmatrix}}\!\,.}

## Izrek o matrikah s spremenljivimi prednaki
Izrek o matrikah s spremenljivimi predznaki pravi, da je število matrik s spremenljivimi predznaki {\displaystyle n\times n\!\,} enako:
{\displaystyle \prod _{k=0}^{n-1}{\frac {(3k+1)!}{(n+k)!}}={\frac {1!4!7!\cdots (3n-2)!}{n!(n+1)!\cdots (2n-1)!}}\!\,.}
Prvi členi v tem zaporedju so: (OEIS A005130)
1, 1, 2, 7, 42, 429, 7436, 218348, ...
Izrek je prvi dokazal izraelski matematik Doron Zeilberger (rojen 1950) leta 1992. Leta 1995 je Greg Kuperberg podal kratek dokaz na podlagi Yang-Baxterjeve enačbe za model s šestimi točkami z robnimi pogoji domenske stene, ki uporablja izračun determinante Anatolija Izergina. Leta 2005 je Ilse Fischer podala tretji dokaz z uporabo operatorske metode.

## Problem Razumova in Stroganova
Leta 2001 sta A. V. Razumov in Yu. G. Stroganov podala domnevo o povezavi med modelom zanke O(1), modelom polne zanke (FPL) in ASM. To domnevo sta leta 2010 dokazala Cantini in Sportiello.